# 드라켄
드라켄(Drakkhen)은 초기 3D 롤플레잉 비디오 게임으로, 처음에는 Infogrames에서 아미가 및 아타리 ST용으로 개발 및 출시했으며 이후 MS-DOS 및 슈퍼 패미컴을 포함한 여러 다른 플랫폼으로 포팅되었다. 이 게임은 북미 SNES 라이브러리의 매우 초기 게임이었으며, 따라서 1990년과 1991년 초 게임 잡지에서 당시 곧 출시될 SNES의 미리 보기에서 거의 보편적으로 다루어졌다.
드라켄은 3차원 플레이 필드를 특징으로 하는 최초의 롤플레잉 게임 중 하나이자 실시간 전술 장르의 초기 사례로 유명하다. 완전한 3D 게임 엔진을 사용하지 않고 대신 벡터와 비트맵 문자 크기 조정 알고리즘을 사용하는 하이브리드 접근 방식을 구현했다. 드라켄은 낮과 밤의 애니메이션 주기와 게임 세계를 자유롭게 돌아다닐 수 있는 능력을 갖추고 있는데, 이는 그 시대의 게임에서는 보기 드문 일이었다. 이 게임은 SNES의 속편인 드래곤 뷰(Dragon View)를 탄생시켰다.